# Molophilus lanceolatus
Molophilus lanceolatus là một loài ruồi trong họ Limoniidae. Chúng phân bố ở miền Cổ bắc.